# Генерал-губернатор Антигуа і Барбуди
Генерал-губернатор Антигуа і Барбуди (англ. Governor-General of Antigua and Barbuda) — представник монарха Антигуа  і Барбуди (нині — король Чарльз III).

## Губернатор Антигуа (асоційована держава, 1967—1981)
Губернатор Антигуа (англ. Governors of Antigua) — в державі Антигуа, яка мала статус асоційованої з Великобританією держави, представник голови держави — монарха Великої Британії.
|    | Портрет                                             | Ім'я                                                                   | Вступив на посаду | Покинув посаду   |
| -- | --------------------------------------------------- | ---------------------------------------------------------------------- | ----------------- | ---------------- |
| 1. | Штандарт губернатора Антигуа та Барбуди (1956-1981) | Сер Вілфред Ебенезер Джекобс (1919—1995) англ. Wilfred Ebenezer Jacobs | 1967 лютого 27    | 1981 листопада 1 |

## Генерал-губернатори Антигуа та Барбуди (з 1981)
Генерал-губернатор Антигуа і Барбуди (англ. Governor-General of Antigua and Barbuda) — представник монарха Антигуа та Барбуди (нині король  Карл III). Оскільки король не може перебувати у всіх Королівства Співдружності, він призначає представників для здійснення своїх обов'язків як короля Антигуа і Барбуди. Генерал-губернатори несуть відповідальність за призначення прем'єр-міністра, а також інших міністрів уряду після консультацій з прем'єр-міністром.
| №  | Портрет                   | Ім'я                                                                                | Вступив(ла) на посаду | Залишив(ла) на посаду |
| -- | ------------------------- | ----------------------------------------------------------------------------------- | --------------------- | --------------------- |
| 1. | Прапор Антигуа та Барбуди | Сер Вілфред Ебенезер Джекобс (1919—1995) англ. Wilfred Ebenezer Jacobs              | 1981 листопада 1      | 1993 червня 10        |
| 2. | Прапор Антигуа та Барбуди | Сер Джеймс Бетховен Карлайл (1937—) англ. James Beethoven Carlisle                  | 1993 червня 10        | 2007 липня 14         |
| 3. |                           | Дама Луїза Агнеса Лейк-Тек (1944—) англ. Louise Agnetha Lake- Tack                  | 2007 липня 14         | 2014 серпня 13        |
| 4. |                           | Сер Родні Еррі Лоуренс Вільямс (1947—) англ. Rodney Errey Lawrence Williams< small> | 2014 серпня 14        | діючий                |

## Див також
- Список прем'єр-міністрів Антигуа і Барбуди